# 대한민국 형법 제129조
대한민국 형법 제129조는 수뢰, 사전수뢰에 대한 형법각칙의 조문이다.

## 조문
제129조(수뢰, 사전수뢰) ① 공무원 또는 중재인이 그 직무에 관하여 뇌물을 수수, 요구 또는 약속한 때에는 5년 이하의 징역 또는 10년 이하의 자격정지에 처한다.

②공무원 또는 중재인이 될 자가 그 담당할 직무에 관하여 청탁을 받고 뇌물을 수수, 요구 또는 약속한 후 공무원 또는 중재인이 된 때에는 3년 이하의 징역 또는 7년 이하의 자격정지에 처한다.

## 해설
단순위헌, 2011헌바117, 2012.12.27. 형법(1953. 9. 18. 법률 제293호로 제정된 것) 제129조 제1항의 ‘공무원’에 구 ‘제주특별자치도 설치 및 국제자유도시 조성을 위한 특별법’(2007. 7. 27. 법률 제8566호로 개정되기 전의 것) 제299조 제2항의 제주특별자치도통합영향평가심의위원회 심의위원 중 위촉위원이 포함되는 것으로 해석하는 한 헌법에 위반된다.

## 판례

### 이익의 정의
- 뇌물죄에서 뇌물의 내용인 이익이라 함은 금전, 물품 기타의 재산적 이익뿐만 아니라 사람의 수요·욕망을 충족시키기에 족한 일체의 유형·무형의 이익을 포함하며, 제공된 것이 성적 욕구의 충족이라고 하여 달리 볼 것이 아니다.[1]

### 뇌물
- 공무원의 직무와 관련하여 금품을 수수하였다면 비록 사교적 의례의 형식을 빌어 금품을 주고 받았다 하더라도 그 수수한 금품은 뇌물이 된다[2]

### 공무
- 구 변호사법(2007. 3. 29. 법률 제8321호로 개정되기 전의 것) 제111조에서 정한 ‘공무원’이란 국가공무원법과 지방공무원법상 공무원 및 다른 법률에 따라 위 규정들을 적용할 때 공무원으로 간주되는 자 외에 법령에 기하여 국가 또는 지방자치단체 및 이에 준하는 공법인의 사무에 종사하는 자로서 노무의 내용이 단순한 기계적·육체적인 것에 한정되어 있지 않은 자를 말한다[3].

뇌물죄에 있어서의 직무라 함은 공무원이 법령상 관장하는 직무 그 자체뿐만 아니라 그 직무와 밀접한 관련이 있는 행위 또는 관례상이나 사실상 소관하는 직무행위 및 결정권자를 보좌하는 영향을 줄 수 있는 직무행위도 포함된다
- 뇌물을 수수한다는 것은 영득의 의사로 금품을 수수하는 것을 말하므로, 뇌물인지 모르고 이를 수수하였다가 뇌물임을 알고 즉시 반환하거나, 증뢰자가 일방적으로 뇌물을 두고 가므로 후일 기회를 보아 반환할 의사로 어쩔 수 없이 일시 보관하다가 반환하는 등 그 영득의 의사가 없었다고 인정되는 경우라면 뇌물을 수수하였다고 할 수 없겠지만, 피고인이 먼저 뇌물을 요구하여 증뢰자가 제공하는 돈을 받았다면 피고인에게는 받은 돈 전부에 대한 영득의 의사가 인정된다고 하지 않을 수 없고, 이처럼 영득의 의사로 뇌물을 수령한 이상 그 액수가 피고인이 예상한 것보다 너무 많은 액수여서 후에 이를 반환하였다고 하더라도 뇌물죄의 성립에는 영향이 없다[5].

- 공무원이 관공서에 필요한 공사의 시행이나 물품의 구입을 위하여 수의계약을 체결하면서 해당 공사업자 등으로부터 돈을 수수한 경우, 그 돈의 성격을 뇌물로 볼 것인지, 아니면 횡령(국고손실)한 것으로 볼 것인지 여부는 돈을 공여하고 수수한 당사자들의 의사, 해당 계약 자체의 내용 및 성격, 계약금액과 수수된 금액 사이의 비율, 수수된 돈 자체의 액수, 그 계약이행을 통해 공사업자 등이 취득할 수 있는 적정한 이익, 공사업자 등이 공무원으로부터 공사대금 등을 지급받은 시기와 돈을 공무원에게 교부한 시간적 간격, 공사업자 등이 공무원에게 교부한 돈이 공무원으로부터 지급받은 바로 그 돈인지 여부, 수수한 장소 및 방법 등을 종합적으로 고려하여 객관적으로 평가하여 판단해야 할 것이다[6].
- 피고인이 해당 공사업자 등과 적정한 금액 이상으로 계약금액을 부풀려서 계약하고 그만큼 되돌려 받기로 사전에 약정한 다음 그에 따라 수수된 돈은 성격상 뇌물이 아니고 횡령금에 해당한다.

- 공무원의 직무집행의 공정과 이에 대한 사회의 신뢰 및 직무집행의 불가매수성을 보호법익으로 하는 형법 제130조의 제3자 뇌물공여죄에 있어서 ‘부정한 청탁’에 관해서는, 그 청탁의 대상이 된 직무집행이 위법·부당하지 않더라도 당해 직무집행을 어떤 대가관계와 연결시켜 그 직무집행에 관한 대가의 교부를 내용으로 하는 경우 이를 의연 ‘부정한 청탁’에 해당하는 것으로 볼 수 있지만, 건설공사의 적정한 시공과 건설산업의 건전한 발전을 도모하는 데 그 목적을 두고 일반적인 건설산업 종사자 모두에 대해 적용하는 건설산업기본법 제38조의2 위반죄에 있어서까지 ‘부정한 청탁’을 그와 같이 엄격히 해석하여야 한다고 볼 수 없다[7].
- 재건축조합장의 경우 도시 및 주거환경정비법에 의해 공무원으로 의제되므로, 건설업자들이 재건축조합장에게 직무와 관련하여 금전을 제공하였다면 별도의 부정한 청탁이 존재하지 않더라도 뇌물공여죄가 성립한다[8].

- 경찰관이 재건축조합 직무대행자에 대한 진정사건을 수사하면서 진정인 측에 의하여 재건축 설계업체로 선정되기를 희망하던 건축사사무소 대표로부터 금원을 수수한 사안에서, 금원의 수수와 경찰공무원의 직무인 진정사건 수사와의 관련성을 배척할 수 없다

- 뇌물죄는 직무집행의 공정과 이에 대한 사회의 신뢰에 기하여 직무행위의 불가매수성을 그 직접의 보호법익으로 하고 있으므로 뇌물성은 의무위반 행위나 청탁의 유무 및 금품수수 시기와 직무집행 행위의 전후를 가리지 아니한다 할 것이고, 따라서 뇌물죄에서 말하는 ‘직무’에는 법령에 정하여진 직무뿐만 아니라 그와 관련 있는 직무, 과거에 담당하였거나 장래에 담당할 직무외에 사무분장에 따라 현실적으로 담당하지 않는 직무라도 법령상 일반적인 직무권한에 속하는 직무 등 공무원이 그 직위에 따라 공무로 담당할 일체의 직무를 포함한다 할 것이고, 수뢰후부정처사죄에서 말하는 ‘부정한 행위’라 함은 직무에 위배되는 일체의 행위를 말하는 것으로 직무행위 자체는 물론 그것과 객관적으로 관련 있는 행위까지를 포함한다[9].

- 중앙약사심의위원회 소분과위원회의 개최를 앞두고 소분과위원회 위원으로 위촉된 사람은 그 때부터 보건사회부장관이 자문을 구한 당해 안건의 심의가 끝날 때까지의 기간 동안은 위의 근거 법령에 의하여 공무에 종사하는 자로서 형법 제129조에 규정된 수뢰죄의 주체인 공무원이라고 할 것이다[10].

- 해양수산부가 지정 고시한 어업손실액 조사기관인 국립대학교 부설 연구소가 국가를당사자로하는계약에관한법률에 근거하지 아니하고 국가와는 별개의 지위에서 연구소라는 단체의 명의로 체결한 어업피해조사용역계약상의 과업 내용에 의하여 국립대학교 교수가 이 연구소 소속 연구원으로서 수행하는 조사용역업무는 뇌물죄에서 말하는 공무원의 직무라고 할 수 없다[11].

- 뇌물죄에서 뇌물의 내용인 이익이라 함은 금전, 물품 기타의 재산적 이익뿐만 아니라 사람의 수요 욕망을 충족시키기에 족한 일체의 유형, 무형의 이익을 포함하므로 투기적 사업에 참여할 기회를 얻는 것도 이에 해당하며, 이 경우 기수 시기는 투기적 사업에 참여하는 행위가 종료된 때이고, 그 행위가 종료된 후 경제사정의 변동 등으로 인하여 당초의 예상과는 달리 그 사업 참여로 아무런 이익을 얻지 못하였다고 하더라도 뇌물죄 성립에는 영향이 없다[12].

- 공무원이 뇌물로 투기적 사업에 참여할 기회를 제공받은 경우, 뇌물수수죄의 기수 시기는 투기적 사업에 참여하는 행위가 종료된 때로 보아야 한다. 지방의회는 의장을 의원들간의 무기명투표로 선거하도록 되어 있으므로 의장선거에서의 투표권을 가지고 있는 군의원들이 이와 관련하여 금품 등을 수수할 경우 이는 군의원으로서의 직무와 관련된 것이라 할 것이므로 뇌물죄가 성립한다[13].

- 산악회 지부의 고문인 피고인이 산악회 지부가 개최하는 등반대회에 대부분 참석하여 왔고 군민들 중에는 위 산악회 지부를 피고인이 개인적으로 관리하는 사조직으로 인식하는 사람들도 있음을 알 수 있으나, 그와 같은 사정만으로 위 산악회 지부가 금품을 받은 것을 피고인이 이를 직접 교부받은 것과 동일시하기에는 부족하다[14].

- 특정범죄가중처벌등에관한법률 제4조 제1항은 형법 제129조 내지 제132조의 적용에 있어서 뇌물죄의 적용대상을 원래 공무원이 아닌 정부관리기업체의 간부직원에게로 확대 적용한다는 것으로서, 정부관리기업체의 간부직원이 그 직무에 관하여 형법 제129조 내지 제132조의 죄를 범하였을 때에는 그 죄가 성립하는 것으로 하여 그 각 법조의 특정범죄가중처벌등에관한법률을 적용한다는 뜻임은 문언상 명백하다[15].

- 특별시 교육위원은 형법 제129조 내지 제132조의 적용을 받는 공무원에 해당한다[16]

- 농어촌진흥공사가 군청의 의뢰에 따라 경지정리사업의 감리를 맡은 경우, 그 감리업무를 한 위 공사 직원이 당시 3급 과장으로 근무하고 있었다면 뇌물수수죄의 적용에 있어서는 공무원으로 의제된다[17]

- 도시계획에 관하여 시장 또는 구청장의 자문에 응하며, 당해 시 또는 구의 도시계획에 관한 사항을 심의하기 위하여 설치된 시․구도시계획위원회의 위원도 형법 제129조에서 말하는 공무원에 해당된다[18].

- 비록 지방의회의원이 일정한 비용을 지급받을 뿐 정기적인 급여를 지급받지는 아니한다고 하더라도 공무를 담당하고 있는 이상 지방의회의원은 형법상 공무원에 해당한다[19].

- 특정범죄가중처벌등에관한법률 제4조 제2항, 같은법 시행령 제3조 제1호 소정의 정부관리기업체의 간부직원이 아닌 직원도 다른 간부직원인 직원과 함께 뇌물수수죄의 공동정범이 될 수 있다[20].

- 한국전기통신공사 경기사업본부 총무부 또는 관리국 인사부에 일반직 3급으로 근무하고 있는 자는 비록 현실적으로 과장의 직위를 가지고 있지는 않다 하더라도 뇌물수수죄의 주체가 될 수 있다[21]

- 교육위원회의 소관에 속하는 학교환경위생정화 업무에 관한 사항을 심의하기 위하여 교육감 소속하에 설치된 학교환경위생정화위원회의 위원은 형법 제129조에서 말하는 공무원에 해당한다[22]

- 문화재관리국 관리과 운영계 고용원으로 국유재산처분업무를 담당하면서 필지별 재매매계약에 관한 업무 및 그 대금수납업무 등을 수행하였다면 단순한 기계적 육체적 노무에 종사한 것이라 볼 수 없다[23]

- 교육법, 지방공무원법에 근거하여 기한부로 채용된 공무원으로서 단순한 노무에 종사하는 자라 할 수 없는 경우, 뇌물수수죄의 주체가 될 수 있다[24]

- 피고인이 그 소유의 甲토지를 乙토지와 교환한 것과 관련하여, 설사 甲토지의 시가가 乙토지의 시가보다 비싸다고 하더라도 피고인으로서는 장기간 처분하지 못하던 토지를 처분하는 한편 매수를 희망하던 전원주택지로 향후 개발이 되면 가격이 많이 상승할 토지를 매수하게 되는 무형의 이익을 얻었다고 봄이 상당하다[25]

- 타인과 동업형식으로 포토방 점포의 임차보증금이나 월 임료의 지급 없이 고수익이 예상되는 포토방 영업을 할 수 있는 기회를 얻는 것 자체로서 뇌물수수죄는 기수에 달한 것이다[26]

- 군에서 일차진급 평정권자가 그 평정업무와 관련하여 진급대상자로 하여금 자신의 은행대출금채무에 연대보증하게 한 행위는 직무에 관련하여 이익인 뇌물을 받은 것에 해당된다[27]

- 정치자금, 선거자금, 성금 등의 명목으로 이루어진 금품의 수수라 할지라도, 그것이 정치가인 공무원의 직무행위에 대한 대가로서의 실체를 갖는 한 뇌물로서의 성격을 잃지 않는다[28]

- 슬롯머신 영업에 5천만원을 투자하여 매월 3백만원을 배당받기로 약속한 후 35회에 걸쳐 1억 5백만원을 교부받은 경우, 실제 뇌물의 액수는 수수한 금 1억 500만원에서 5천만원을 투자함으로써 얻을 수 있는 통상적인 이익을 공제한 금액이라 할 것이다[29]
- 조합아파트 가입권에 붙은 소위 프리미엄도 뇌물에 해당한다[30]

- 뇌물로 공여된 당좌수표가 수수 후 부도가 되었다 하더라도 뇌물죄의 성립에는 아무런 소장이 없다[31]

- 공무원이 건축업자로부터 그가 건축할 주택을 공사비 상당액으로 분양받기로 약속한 경우에는 매매시가 중 공사비를 초과하는 액수만큼의 이익을 뇌물로서 약속한 것이 된다[32]

- 공무원이 그 직무와 관련하여 장래 시가의 앙등이 예상되는 진흥기업주식회사주식 200주를 액면가에 매수한 것은 뇌물죄에 해당된다[33]

- 공무원이 직무와 관련하여 금품을 수수하였다면 비록 사교적 의례의 형식을 빌어 금품을 주고 받았다 하더라도 그 수수한 금품은 뇌물이 된다[34]

- 은행 지점장이 제공받은 향응이 도합 금 83,500원 상당에 지나지 않는다고 하더라도, 이를 단순한 사교적 의례의 범위에 속하는 것에 불과하다고 단정할 수는 없다[35]

- 노동청 해외노동국장이 접대부 등의 국외송출을 부탁받고 시가 70,000원 상당의 주식을 접대받은 경우, 이를 단순한 사교적 의례의 범위에 속하는 향응에 불과하다고 볼 수 없다[36]

- 금품을 수수한 공무원이 이를 회식비나 휴가비 등 부하직원들을 위하여 소비하였을 뿐 자신의 사리를 취한 바 없다 하더라도 그 뇌물성이 부인되지 않는다[37]

- 수뢰한 금품의 용도는 그것을 개인의 용도에 사용하였건 부대의 행정에 소요되는 비용에 충당하였건 뇌물죄의 성립에 영향이 없다[38]

- 뇌물을 받음에 있어 상관의 승인을 얻었다거나 그 동기가 직원의 생활난을 타개하기 위한 것인 경우에도 수뢰죄는 성립한다[39]

- 뇌물을 영득할 의사없이 후일 기회를 보아 반환할 의사로 일단 받아둔 데 불과하다면, 뇌물의 수수라고 할 수 없다[40]

- 일단 영득의 의사로 뇌물을 수수하였으나 그 액수가 너무 많아서 후일 이를 반환하였다 하더라도 뇌물죄의 성립에는 영향이 없다[41]

- 비록 뇌물의 수수시점에서는 수수의 명목이 명시되지 아니하였다고 하더라도 바로 그 다음날에 뇌물인 정을 알았으며 그럼에도 이를 반환하지 아니하고 계속 보유하였다면 그 시점에서 뇌물수수죄가 성립한다[42]

- 교통사고를 조사하는 경찰관이 두 차례에 걸쳐 직무에 관한 부탁을 받고 금 100,000원씩을 수수하였다면 그 후에 이를 다시 되돌려 준 것만으로 이를 수수할 당시에 영득의 의사가 없었다고 단정할 수 없다[43]

- 인력송출의 부탁과 함께 사례조로 교부받은 자기앞수표를 약 2주일 후에 후환을 염려하여 반환해 주었다 하더라도 뇌물수수의 고의가 있었다고 할 것이다[44]

- 특정범죄가중처벌등에관한법률 제2조 제1항의 적용 여부를 가리는 수뢰액을 정함에 있어서는 그 공범자 전원의 수뢰액을 합한 금액을 기준으로 하여야 할 것이다[45]

- 뇌물을 수수한 자가 그 후에 자신의 편의에 따라 그중 일부를 타인에게 교부하였어도 위 뇌물 전액을 수수하였다고 보아야 한다[46]

- 뇌물죄는 직무에 관한 청탁이나 부정한 행위를 필요로 하는 것은 아니고, 또한 금품이 직무에 관하여 수수된 것으로 족하고 개개의 직무행위와 대가적 관계에 있을 필요도 없다[47]

- 춘천의료원 영안실의 운영․관리를 총괄하는 자가 장의운송업자를 알선하는 과정에서 특정업자로부터 많이 선정되게 하여 달라는 부탁과 함께 그 사례비 명목으로 금원을 교부받은 것은 수뢰죄에 해당한다[48]

- 음주운전을 적발하여 서류를 작성한 후 운전면허취소업무를 담당하는 직원에게 이를 인계하는 업무를 담당하면서 면허가 취소되지 않도록 해 달라는 청탁을 받고 금원을 교부받은 경우, 뇌물수수죄가 성립한다[49]

- 경찰청 정보과에 근무하는 경찰관의 직무와 중소기업협동조합중앙회장의 외국인산업연수생에 대한 국내관리업체 선정 업무는 직무관련성이 있다고 할 수 없다[50]

- 토지개발공사 서울지사 공사부장으로서 택지개발현장에서의 공사관리를 총괄하는 직무를 담당하는 자가 특정기업이 하도급 받을 수 있도록 시공회사에 청탁하는 것은 직무와 밀접한 관계가 있는 행위이다96도582

- 국회의원이 자신의 직무권한인 일정한 의안에 관하여 다른 동료의원에게 작용하여 일정한 의정활동을 하도록 권유․설득하는 행위는 위 직무권한의 행사와 밀접한 관계가 있는 행위이다[51]

- 국책사업의 사업자 선정은 대통령의 직무범위에 속하거나 그 직무와 밀접한 관계가 있는 행위이다[52]

- 토지소유자들이 구획정리사업조합을 설립하여 시행하는 토지구획정리사업에 관하여, 울산시의회 의장은 위 토지구획정리사업에 대한 시의회의 심의와 관련하여 영향을 미칠 수 있는 지위에 있다 할 것이다[53]

- 유흥업소 경영자로부터 구청위생계장이 건물용도변경허가와 관련하여 금품을 수수한 것은 직무와 관련하여 교부받은 것이다[54]

- 보안부대소속 치안본부 연락관이 경찰서장에게 경찰공무원의 승진을 부탁하고 이에 관하여 금원을 받은 경우, 알선수뢰죄나 변호사법위반죄에 해당할지는 몰라도 자기의 직무에 관한 수뢰죄는 되지 아니한다[55]

- 학교환경정화위원회 위원인 동시에 구청 환경위생과장직에 있던 자가 당구장허가 사무처리에 관하여 금품을 수수하였다면 이를 직무와 무관하게 증여받은 것이라 하여 사회상규에 반하지 않는다고 할 수 없다[56]

- 환지측량업무에 종사하면서 얻은 지식과 경험을 기초로 하여 자신이 추측한 입찰예정가격을 알려 준 행위는 그의 직무행위 내지는 직무와 밀접하게 관련된 행위라고 볼 수 없다82도1922

- 과세자료를 조사 수집하고 과세를 하여 이를 징수하는 세무공무원이 그 직무와 관련하여 그가 보관하는 공무소에서 사용하는 서류를 반환하여 달라는 청탁을 받고 금원을 수수하였다면 뇌물수수죄가 성립한다[57]

- 법원의 참여주사가 공판에 참여하여 양형에 관한 사항의 심리내용을 공판조서에 기재한다고 하더라도 이를 가지고 형사사건의 양형이 참여주사의 직무와 밀접한 관계가 있는 사무라고는 할 수 없다[58].

- 형법 제129조 제2항 소정의 청탁이라 함은 공무원에 대하여 일정한 직무행위를 할 것을 의뢰하는 것을 말하는 것으로서 그 직무행위가 부정한 것인가 하는 점은 묻지 않는다[59]

- 28회에 걸친 뇌물수수 행위가 그 범행의 일시와 장소 및 범행의 동기와 방법 등에 비추어 볼 때 단일한 범의 아래 일정기간 정기적으로 계속된 범행이라면 포괄적 일죄이다[60]

- 아파트보존등기신청 사건을 접수처리함에 있어서 신속히 처리해 달라는 부탁조로 동일인으로부터 약 5개월 동안 7회에 걸쳐 금품을 교부받은 경우, 이는 포괄일죄이다[61]

- 뇌물을 수수함에 있어서 공여자를 기망한 점이 있다 하여도 뇌물수수, 뇌물공여죄의 성립에는 아무런 소장이 없다[62]

- 직접 뇌물을 받지 아니하고, 다른 사람으로 하여금 뇌물을 받도록 한 경우라 할지라도 그 다른 사람이 공무원의 사자 또는 대리인으로서 뇌물을 받은 경우에는 형법 제129조 제1항의 단순수뢰죄가 성립한다[63]

- 뇌물공여의 상대방이 뇌물 수수 사실을 부인하면서도 뇌물공여자를 만났던 사실 및 청탁을 받은 사실을 시인한 것이 뇌물공여자의 자백에 대한 보강증거가 될 수 있다[64]

- 공무원이 직무집행의 의사 없이 또는 직무처리와 대가적 관계없이 타인을 공갈하여 재물을 교부하게 한 경우에는 공갈죄만이 성립한다[65]

- 관세포탈의 공범들 사이에 금품수수가 있었다 하여도 이는 그들간의 범법으로 생긴 이익분배에 지나지 않고 새로이 뇌물수수죄나 배임수재죄가 된다고는 할 수 없다[66]

- 뇌물죄는 직무집행의 공정과 이에 대한 사회의 신뢰에 기하여 직무행위의 불가매수성을 그 직접의 보호법익으로 하고 있으므로 뇌물성은 의무위반행위나 청탁의 유무 및 금품수수 시기와 직무집행 행위의 전후를 가리지 아니한다 할 것이고, 따라서 뇌물죄에서 말하는 ‘직무’에는 법령에 정하여진 직무뿐만 아니라그와 관련 있는 직무, 과거에 담당하였거나 장래에 담당할 직무외에사무분장에 따라 현실적으로 담당하지 않는 직무라도 법령상 일반적인 직무권한에 속하는 직무 등 공무원이 그 직위에 따라 공무로 담당할 일체의직무를 포함한다 할 것이고,수뢰후부정처사죄에서 말하는 ‘부정한 행위’라 함은 직무에 위배되는 일체의행위를 말하는 것으로 직무행위 자체는 물론 그것과 객관적으로 관련 있는행위까지를 포함한다[67].

- 중앙약사심의위원회 소분과위원회의 개최를 앞두고 소분과위원회 위원으로위촉된 사람은 그 때부터 보건사회부장관이 자문을 구한 당해 안건의 심의가끝날 때까지의 기간 동안은 위의 근거 법령에 의하여 공무에 종사하는자로서 형법 제129조에 규정된 수뢰죄의 주체인 공무원이라고 할 것이다[68].

- 해양수산부가 지정 고시한 어업손실액 조사기관인 국립대학교 부설연구소가 국가를당사자로하는계약에관한법률에 근거하지 아니하고국가와는 별개의 지위에서 연구소라는 단체의 명의로 체결한 어업피해조사용역계약상의 과업 내용에 의하여 국립대학교 교수가 이 연구소 소속연구원으로서 수행하는 조사용역업무는 뇌물죄에서 말하는 공무원의직무라고 할 수 없다[69].

- 뇌물죄에서 뇌물의 내용인 이익이라 함은 금전, 물품 기타의 재산적이익뿐만 아니라 사람의 수요 욕망을 충족시키기에 족한 일체의 유형,무형의 이익을 포함하므로 투기적 사업에 참여할 기회를 얻는 것도 이에해당하며, 이 경우 기수 시기는 투기적 사업에 참여하는 행위가 종료된때이고, 그 행위가 종료된 후 경제사정의 변동 등으로 인하여 당초의예상과는 달리 그 사업 참여로 아무런 이익을 얻지 못하였다고 하더라도뇌물죄 성립에는 영향이 없다[70].

- 공무원이 뇌물로 투기적 사업에 참여할 기회를 제공받은 경우, 뇌물수수죄의 기수 시기는 투기적 사업에 참여하는 행위가 종료된 때로보아야 한다[71].

- 지방의회는 의장을 의원들간의 무기명투표로 선거하도록 되어 있으므로의장선거에서의 투표권을 가지고 있는 군의원들이 이와 관련하여 금품   등을 수수할 경우 이는 군의원으로서의 직무와 관련된 것이라 할 것이므로   뇌물죄가 성립한다[72].

- 산악회 지부의 고문인 피고인이 산악회 지부가 개최하는 등반대회에 대부분참석하여 왔고 군민들 중에는 위 산악회 지부를 피고인이 개인적으로 관리하는 사조직으로 인식하는 사람들도 있음을 알 수 있으나, 그와 같은 사정만으로 위 산악회 지부가 금품을 받은 것을 피고인이 이를 직접 교부받은 것과 동일시하기에는 부족하다 할 것이다[73].

- 정부관리기업체의 간부직원이 그 직무에 관하여 형법 제129조 내지제132조의 죄를 범하였을 때에는 그 각 법조의 특정범죄가중처벌등에관한법률 제4조제1항을 적용하여야 한다[74].

- 특별시 교육위원은 형법 제129조 내지 제132조의 적용을 받는 공무원에해당한다고 할 것이다[75].

- 농어촌진흥공사가 군청의 의뢰에 따라 경지정리사업의 감리를 맡은 경우, 그 감리업무를 한 위 공사 직원이 당시 3급 과장으로 근무하고 있었다면 뇌물수수죄의 적용에 있어서는 공무원으로 의제된다[76].

- 도시계획에 관하여 시장 또는 구청장의 자문에 응하며, 당해 시 또는 구의도시계획에 관한 사항을 심의하기 위하여 설치된 시․구도시계획위원회의위원도 형법 제129조에서 말하는 공무원에 해당된다[77].

- 비록 지방의회의원이 일정한 비용을 지급받을 뿐 정기적인 급여를 지급받지는 아니한다고 하더라도 공무를 담당하고 있는 이상 지방의회의원은형법상 공무원에 해당한다[78].

- 특정범죄가중처벌등에관한법률 제4조 제2항, 같은법 시행령 제3조제1호 소정의 정부관리기업체의 간부직원이 아닌 직원도 다른 간부직원인직원과 함께 뇌물수수죄의 공동정범이 될 수 있다[79].

- 한국전기통신공사 경기사업본부 총무부 또는 관리국 인사부에 일반직3급으로 근무하고 있는 자는 비록 현실적으로 과장의 직위를 가지고있지는 않다 하더라도 뇌물수수죄의 주체가 될 수 있다[80].

- 정부관리기업체의 과장대리급 이상이 아닌 직원도 다른 과장대리급이상인 직원들과 함께 뇌물수수죄의 공동정범이 될 수 있다[81].

- 교육위원회의 소관에 속하는 학교환경위생정화 업무에 관한 사항을심의하기 위하여 교육감 소속하에 설치된 학교환경위생정화위원회의   위원은 형법 제129조에서 말하는 공무원에 해당한다[82].

- 문화재관리국 관리과 운영계 고용원으로 국유재산처분업무를 담당하면서필지별 재매매계약에 관한 업무 및 그 대금수납업무 등을 수행하였다면단순한 기계적 육체적 노무에 종사한 것이라 볼 수 없다[83].

- 교육법, 지방공무원법에 근거하여 기한부로 채용된 공무원으로서 단순한노무에 종사하는 자라 할 수 없는 경우, 뇌물수수죄의 주체가 될 수 있다[84].  * 시험 정리원으로서 그 직무와 관련하여 돈을 받은 것은 뇌물수수죄가 된다[85].

- 뇌물의 내용인 이익이라 함은 금전, 물품 기타의 재산적 이익 뿐만 아니라   사람의 수요 욕망을 충족시키기에 족한 일체의 유형․무형의 이익을 포함한다[86].  * 갑토지를 을토지와 교환한 것과 관련하여 설사 갑토지의 시가가 을토지의 시가보다 비싸다고 하더라도 갑토지의 소유자로서는 무형의 이익을 얻었다고   봄이 상당하다[87].

- 타인과 동업형식으로 포토방 점포의 임차보증금이나 월 임료의 지급 없이고수익이 예상되는 포토방 영업을 할 수 있는 기회를 얻는 것 자체로서뇌물수수죄는 기수에 달한 것이다[88].

- 군에서 일차진급 평정권자가 그 평정업무와 관련하여 진급대상자로하여금 자신의 은행대출금채무에 연대보증하게 한 행위는 직무에 관련하여이익인 뇌물을 받은 것에 해당된다[89].

- 정치자금, 선거자금, 성금 등의 명목으로 이루어진 금품의 수수라 할지라도,그것이 정치가인 공무원의 직무행위에 대한 대가로서의 실체를 갖는 한   뇌물로서의 성격을 잃지 않는다[90].

- 슬롯머신 영업에 5천만원을 투자하여 매월 3백만원을 배당받기로 약속한 후35회에 걸쳐 1억 5백만원을 교부받은 경우, 실제 뇌물의 액수는 수수한금 1억 500만원에서 5천만원을 투자함으로써 얻을 수 있는 통상적인 이익을공제한 금액이라 할 것이다[91].

- 조합아파트 가입권에 붙은 소위 프리미엄도 뇌물에 해당한다[92].

- 뇌물로 공여된 당좌수표가 수수후 부도가 되었다 하더라도 뇌물죄의성립에는 아무런 소장이 없다[93].

- 공무원이 건축업자로부터 그가 건축할 주택을 공사비 상당액으로 분양받기로 약속한 경우에는 매매시가 중 공사비를 초과하는 액수만큼의 이익을뇌물로서 약속한 것이 된다[94].

- 공무원이 그 직무와 관련하여 장래 시가의 앙등이 예상되는 진흥기업주식   회사주식 200주를 액면가에 매수한 것은 뇌물죄에 해당된다[95].

- 공무원이 직무와 관련하여 금품을 수수하였다면 비록 사교적 의례의 형식을빌어 금품을 주고 받았다 하더라도 그 수수한 금품은 뇌물이 된다[96].

- 은행 지점장이 제공받은 향응이 도합 금 83,500원 상당에 지나지 않는다고하더라도, 이를 단순한 사교적 의례의 범위에 속하는 것에 불과하다고 단정할 수는 없다[97].

- 노동청 해외노동국장이 접대부 등의 국외송출을 부탁받고 시가 70,000원상당의 주식을 접대받은 경우, 이를 단순한 사교적 의례의 범위에 속하는향응에 불과하다고 볼 수 없다[98].

- 금품을 수수한 공무원이 이를 회식비나 휴가비 등 부하직원들을 위하여소비하였을 뿐 자신의 사리를 취한 바 없다 하더라도 그 뇌물성이 부인되지 않는다[99].

- 수뢰한 금품의 용도는 그것을 개인의 용도에 사용하였건 부대의 행정에소요되는 비용에 충당하였건 뇌물죄의 성립에 영향이 없다[100].

- 뇌물을 받음에 있어 상관의 승인을 얻었다거나 그 동기가 직원의 생활난을타개하기 위한 것인 경우에도 수뢰죄는 성립한다[101].

- 뇌물을 영득할 의사없이 후일 기회를 보아 반환할 의사로 일단 받아둔 데불과하다면, 뇌물의 수수라고 할 수 없다[102].

- 일단 영득의 의사로 뇌물을 수수하였으나 그 액수가 너무 많아서 후일이를 반환하였다 하더라도 뇌물죄의 성립에는 영향이 없다[103].

- 비록 뇌물의 수수시점에서는 수수의 명목이 명시되지 아니하였다고하더라도 바로 그 다음날에 뇌물인 정을 알았으며 그럼에도 이를 반환하지아니하고 계속 보유하였다면 그 시점에서 뇌물수수죄가 성립한다[104].

- 교통사고를 조사하는 경찰관이 두차례에 걸쳐 직무에 관한 부탁을 받고금 100,000원씩을 수수하였다면 그 후에 이를 다시 되돌려 준 것만으로이를 수수할 당시에 영득의 의사가 없었다고 단정할 수 없다[105].

- 인력송출의 부탁과 함께 사례조로 교부받은 자기앞수표를 약 2주일 후에후환을 염려하여 반환해 주었다 하더라도 뇌물수수의 고의가 있었다고할 것이다[106].

- 특정범죄가중처벌등에관한법률 제2조 제1항의 적용 여부를 가리는수뢰액을 정함에 있어서는 그 공범자 전원의 수뢰액을 합한 금액을 기준으로 하여야 할 것이다[107].

- 뇌물을 수수한 자가 그 후에 자신의 편의에 따라 그중 일부를 타인에게교부하였어도 위 뇌물 전액을 수수하였다고 보아야 한다[108].

- 뇌물을 수수한 다음 부탁받은 일의 달성을 위한 자기편의에 의하여 2개월20일이 지난 후에 상사들에게 그 중의 일부를 증회(贈賄)한 경우에는 그뇌물전액을 수수하였다고 보아야 한다[109].

- 뇌물죄는 직무에 관한 청탁이나 부정한 행위를 필요로 하는 것은아니고, 또한 금품이 직무에 관하여 수수된 것으로 족하고 개개의직무행위와 대가적 관계에 있을 필요도 없다[110]

- 춘천의료원 영안실의 운영․관리를 총괄하는 자가 장의운송업자를 알선하는과정에서 특정업자로부터 많이 선정되게 하여 달라는 부탁과 함께 그 사례비명목으로 금원을 교부받은 것은 수뢰죄에 해당한다[111]

- 음주운전을 적발하여 서류를 작성한 후 운전면허취소업무를 담당하는 직원 에게 이를 인계하는 업무를 담당하면서 면허가 취소되지 않도록 해 달라는 청탁을 받고 금원을 교부받은 경우, 뇌물수수죄가 성립한다[112]

- 경찰청 정보과에 근무하는 경찰관의 직무와 중소기업협동조합중앙회장의외국인산업연수생에 대한 국내관리업체 선정 업무는 직무관련성이 있다고할 수 없다[113]

- 토지개발공사 서울지사 공사부장으로서 택지개발현장에서의 공사관리를총괄하는 직무를 담당하는 자가 특정기업이 하도급 받을 수 있도록 시공회사에 청탁하는 것은 직무와 밀접한 관계가 있는 행위이다[114]

- 국회의원이 자신의 직무권한인 일정한 의안에 관하여 다른 동료의원에게 작용하여 일정한 의정활동을 하도록 권유․설득하는 행위는 위 직무권한의 행사와 밀접한 관계가 있는 행위이다[115]

- 국책사업의 사업자 선정은 대통령의 직무범위에 속하거나 그 직무와밀접한 관계가 있는 행위이다[116]

- 토지소유자들이 구획정리사업조합을 설립하여 시행하는 토지구획정리사업에 관하여, 울산시의회 의장은 위 토지구획정리사업에 대한 시의회의 심의와관련하여 영향을 미칠 수 있는 지위에 있다 할 것이다[117]

- 유흥업소 경영자로부터 구청위생계장이 건물용도변경허가와 관련하여금품을 수수한 것은 직무와 관련하여 교부받은 것이다[118].

- 보안부대소속 치안본부 연락관이 경찰서장에게 경찰공무원의 승진을부탁하고 이에 관하여 금원을 받은 경우, 알선수뢰죄나 변호사법위반죄에   해당할지는 몰라도 자기의 직무에 관한 수뢰죄는 되지 아니한다[119].

- 학교환경정화위원회 위원인 동시에 구청 환경위생과장직에 있던 자가당구장허가 사무처리에 관하여 금품을 수수하였다면 이를 직무와 무관하게증여받은 것이라 하여 사회상규에 반하지 않는다고 할 수 없다[120]

- 환지측량업무에 종사하면서 얻은 지식과 경험을 기초로 하여 자신이추측한 입찰예정가격을 알려 준 행위는 그의 직무행위 내지는 직무와밀접하게 관련된 행위라고 볼 수 없다[121]

- 과세자료를 조사 수집하고 과세를 하여 이를 징수하는 세무공무원이 그직무와 관련하여 그가 보관하는 공무소에서 사용하는 서류를 반환하여달라는 청탁을 받고 금원을 수수하였다면 뇌물수수죄가 성립한다[122]

- 법원의 참여주사가 공판에 참여하여 양형에 관한 사항의 심리내용을공판조서에 기재한다고 하더라도 이를 가지고 형사사건의 양형이참여주사의 직무와 밀접한 관계가 있는 사무라고는 할 수 없다[123]

- 형법 제129조 제2항 소정의 청탁이라 함은 공무원에 대하여 일정한   직무행위를 할 것을 의뢰하는 것을 말하는 것으로서 그 직무행위가 부정한   것인가 하는 점은 묻지 않는다[124]

- 28회에 걸친 뇌물수수 행위가 그 범행의 일시와 장소 및 범행의 동기와방법 등에 비추어 볼 때 단일한 범의 아래 일정기간 정기적으로 계속된범행이라면 포괄적 일죄이다[125].

- 아파트보존등기신청 사건을 접수처리함에 있어서 신속히 처리해 달라는부탁조로 동일인으로부터 약 5개월 동안 7회에 걸쳐 금품을 교부받은 경우,이는 포괄일죄이다[126].

- 뇌물을 수수함에 있어서 공여자를 기망한 점이 있다 하여도 뇌물수수,뇌물공여죄의 성립에는 아무런 소장이 없다[127]

- 직접 뇌물을 받지 아니하고, 다른 사람으로 하여금 뇌물을 받도록 한 경우라 할지라도 그 다른 사람이 공무원의 사자 또는 대리인으로서 뇌물을 받은 경우에는 형법 제129조 제1항의 단순수뢰죄가 성립한다[128].

- 공무원이 직무집행의 의사 없이 또는 직무처리와 대가적 관계없이 타인을 공갈하여 재물을 교부하게 한 경우에는 공갈죄만이 성립한다[129].

- 관세포탈의 공범들 사이에 금품수수가 있었다 하여도 이는 그들간의 범법으로 생긴 이익분배에 지나지 않고 새로이 뇌물수수죄나 배임수재죄가 된다고는 할 수 없다[130].

## 같이 보기
- 공무원
- 뇌물
- 중재